# ‘Amaqīn
‘Amaqīn (persiska: اَنبَقين, عمقين, Anbaqīn) är en ort i Iran.   Den ligger i provinsen Qazvin, i den nordvästra delen av landet, 230 km nordväst om huvudstaden Teheran. ‘Amaqīn ligger 1 406 meter över havet och antalet invånare är 177.
Terrängen runt ‘Amaqīn är huvudsakligen kuperad, men västerut är den bergig. Terrängen runt ‘Amaqīn sluttar norrut.Runt ‘Amaqīn är det ganska glesbefolkat, med 29 invånare per kvadratkilometer. Närmaste större samhälle är Āltīn Kosh, 11,8 km norr om ‘Amaqīn. Trakten runt ‘Amaqīn består i huvudsak av gräsmarker.